# Marin Bourgeois
Marin Bourgeois (1550 Lisieux, França — 1634 (84 anos), foi um armeiro, inventor e pintor frances, conhecido por inventar um mecanismo de pederneira ("verdadeiro") que foi usado em armas de fogo (mosquetes) por mais de dois séculos.

## Biografia
Marin Bourgeois, nasceu em Lisieux em uma família de serralheiros, besteiros e relojoeiros, Marin Bourgeois foi rapidamente reconhecido por François de Bourbon , conde de Montpensier e governador da Normandia, por sua “indústria e conhecimento na arte da pintura” . Ele se tornou seu pintor comum em 1591, antes de ser empregado como pintor e valet de chambre do rei Henrique IV em 1594 , cargo  que manteria até sua morte. Ele recebeu acomodação no Louvre em 1608. Casou-se com Florence Lefebvre, com quem teve uma filha, Antonieta (falecida em 1640). Morreu em 1634, possivelmente em Paris, foi enterrado em 3 de setembro de 1634 na igreja de Saint-Germain de Lisieux.
Marin Bourgeois é mais conhecido por seu trabalho e invenções no campo do armamento, principalmente no desenvolvimento de pederneira. Em 1605, em particular, ele produziu para Henrique IV um arcabuz, uma trompa de caça e uma besta, e arcabuzes e espingardas para Luís XIII, detalhadamente descritos nos inventários da mobília da coroa. Ele também se passa pelo inventor do rifle de vento , descrito por David Rivault de Flurance em seus Elementos de artilharia em 1608. Ele também é conhecido como o criador de "globos em movimento", e havia feito um globo para Henrique IV onde " eram relatados os movimentos do sol, da lua e das estrelas fixas, nos mesmos passos, medidas e períodos que eles vêem cada um outro. vá para o céu ” . Ele também foi a Paris em 1611 para consertar este globo que havia sido instalado em uma galeria do Louvre.
Rivault de Flurance lhe devota um longo elogio: "Ele era um homem do mais raro julgamento em todos os tipos de invenções, da imaginação mais astuta e da mão mais sutil no manejo de uma ferramenta de qualquer arte. Encontrada na Europa. .. sem ter aprendido com nenhum mestre, é um excelente pintor, rara estatuária, músico e astrônomo; lida com ferro e cobre com mais delicadeza do que um artesão que eu conheço ” .
Marin Bourgeois também se destaca como pintor, mas apenas duas obras de sua mão sobreviveram, cada uma assinada. Uma delas , representando uma mulher com um capacete envolvendo uma jarra com o braço direito e segurando um ramo de oliveira, foi adquirida em 1925 pelo curador Étienne Deville para o museu Lisieux. Este é um fragmento de uma composição alegórica. O outro, um Retrato Equestre de Henrique IV em frente a uma cidade , recentemente redescoberta, foi adquirido pelo Musée de l'Armée. Bourgeois é notavelmente citado como pintor de brasões, retratos em miniatura, pássaros, frutas, alegorias, batalhas e pinturas de piedade.
Podemos atribuir a ele um tratado manuscrito mantido na Biblioteca Nacional da França, os Cinco Livros , no qual ele desenvolve as receitas e procedimentos técnicos que usa para fazer todos os tipos de decoração.